# Walter Mende
Walter Mende (7. října 1924 v Olomouci - 1. září 2015 v Praze) byl karikaturista, ilustrátor, grafik a malíř. SMOLMEN byl společný pseudonym kreslíře Václava Smolky a Waltera Mendeho.

## Studia
Po absolvování Státního reálného gymnázia v Olomouci studoval v letech 1945 až 1949 profesuru výtvarné výchovy na Vysoké škole architektury a pozemního stavitelství v Praze a na pedagogické fakultě Univerzity Karlovy v Praze. Pod vedením profesorů Cyrila Boudy, Karla Lidického a Martina Salzmana se stal profesorem výtvarné výchovy.

## Život v pohraničí
Walter Mende čtvrt století učil v Libereckém kraji, v letech 1949 až 1974 byl postupně učitelem výtvarné výchovy na ZŠ ve Frýdlantu v Čechách, v Novém Městě pod Smrkem a v Hejnicích. Poslední čtyři roky (1971 až 1974) nebyl učitelem na plný úvazek, ze zdravotních důvodů požádal o přeřazení do školní družiny ZŠ Hejnice, kde vedl výtvarné kroužky.
V Novém Městě pod Smrkem spolupracoval s tamním ochotnickým divadlem, pro které vytvářel návrhy kostýmů a divadelních scén. V Hejnicích byl členem tamního divadelního kroužku (do roku 1964) a byl členem redakce místního časopisu (v letech 1965 až 1967). Zastával funkci okresního metodika výtvarné výchovy (od roku 1967), byl členem krajského metodického kabinetu výtvarné výchovy (od roku 1969). Externě pracoval jako odborný pracovník Liberecké galerie.
Ve svém volném čase se věnoval malování (olejomalby), fotografování a tvorbě kresleného humoru. Ve svém domácím ateliéru maloval obrazy s motivem Jizerských hor. Byl členem Jizerského fotoklubu Hejnice. Od roku 1966 se na popud kamaráda kreslíře Václava Smolky začal zabývat kresleným humorem. Vytvořili autorskou dvojici a své kreslené vtipy podepisovali značkou SMOLMEN, která vznikla spojením začátečních slabik jmen obou autorů. Václav Smolka dodával náměty ke kresleným vtipům a Walter Mende je kreslil. Po smrti Václava Smolky kreslil Walter Mende vtipy na své náměty, z piety dál používal pseudonym SMOLMEN.

## Život v Praze

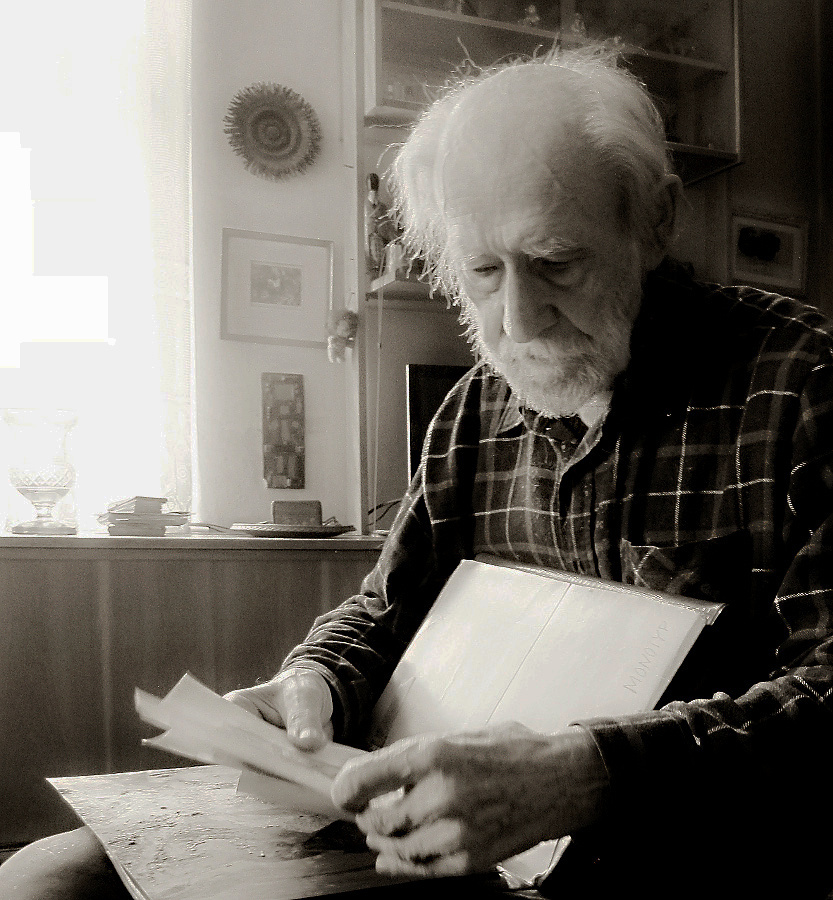
Walter Mende ve své pracovně

V roce 1975 se Walter Mende odstěhoval do Prahy, střídavě žil v Praze a ve Vinařích na Kutnohorsku. V roce 1976 se vydal na samostatnou uměleckou dráhu, věnoval se především ilustrační grafice, novinové ilustraci, karikatuře a kreslenému humoru. Pracoval pro časopis Svět práce (do roku 1984), kde vedl jeho výtvarnou část a zároveň v něm publikoval své ilustrace a humorné kresby. V pozdějších letech se vrátil ke své oblíbené abstraktní malbě. Maloval až do roku 2014, ztráta zraku mu však nedovolila v této činnosti pokračovat.

## Dílo
Walter Mende (SMOLMEN) publikoval své kreslené vtipy a ilustrace v mnoha československých novinách a časopisech (např. Dikobraz, Stadión, Svět práce, Mladá fronta, Ahoj na sobotu, Mladý svět, Práce, Květy, Roháč). Publikoval i v zahraničních tiskovinách, např. v bývalé Německé demokratické republice (Wochenpost, Fotografie).
První samostatnou výstavu karikatur a kresleného humoru měl v roce 1969 v Liberci, další se konaly např. v Novém Městě pod Smrkem (1971), v Malostranské besedě v Praze (1977, Salon kresleného humoru). Jeho kresby byly prezentovány i na společných výstavách časopisů Dikobraz a Stadión. Vystavoval i v zahraničí, např. v Moskvě, ve Varšavě, na Kubě (1978).
Svou poslední výstavu uskutečnil v Čáslavi v roce 1996. Byla to výstava jeho obrazů a jmenovala se Obzory Kutnohorska.
S kresbami Waltera Mendeho je možné se setkat i v knihách. Ilustroval tři knihy Sylvy Groszové:
● Za volantem žena aneb Breviář řidičky-začátečnice (1976, Nakladatelství dopravy a spojů)
● Pouze pro pěší aneb Breviář pro chodce začátečníky (1980, Nakladatelství dopravy a spojů)
● Bumerang rychlosti aneb Auto versus životní prostředí (1983, Nakladatelství dopravy a spojů).
Dále ilustroval čtyři knihy Otomara Rabšteinka z oboru lesnictví, které vydalo Státní zemědělské nakladatelství a knihu Jaroslava Andrejse Uprchlíci z Alžíru (1978, Práce).
V roce 1976 vydalo Severočeské nakladatelství knihu KŮS / SMOLMEN, která obsahuje soubor kreseb, koláží a kresleného humoru dvou autorů – Václava Kůse a Waltera Mendeho.
V roce 2022 vydala Marcela Filipová, dcera Waltera Mendeho, ve vydavatelství Šuplík.cz knihu Walter Mende - Smolmen: ...to je živo-t, která pojednává o výtvarníkovi a prezentuje ukázky z jeho tvorby.

### Literární zdroje
- Walter Mende - Smolmen: ...to je živo-t, Marcela Filipová, 2022, Šuplík.cz, ISBN 978-80-11-01754-5